# 騙王
『騙王』（かたりおう）は、秋目人による日本の小説。イラストはだん。メディアワークス文庫（アスキー・メディアワークス）より、2011年7月に刊行された。
その続編『謀王』（はかりおう）は2013年4月に刊行された。イラストは鳥越タクミ。

## ストーリー
ローデン国第二王子であるフィッツラルドは、兄やその母から自らの命を守るため、王となることを決意した。妾腹であるため父王にも嫌われている彼に、心を許せる味方はいない。頼れるのは、自分の頭脳、そして弁舌のみ。
ならば、すべてを騙り尽くそう。
十六歳の少年は、自らの運命を切り拓くため動き始める──。

## 登場人物
（初出した巻に記載）

### 騙王
フィッツラルド・サウグスク・マルノイ
ローデン国の第二王子。『謀王』で、第七代国王として即位する。金髪は美しいが大変な地味顔。
レミルド
ローデン国の第一王子。美男子。
クレーシェ
ローデン国王妃。レミルドの母。
セドリック
フィッツラルド派の高利貸し。
リズ・フィンフィータ
ジェスタ国第三王女。レミルドの婚約者としてローデン国にやってきた。美姫と名高い。『謀王』で、男子優先のジェスタ国における初の女王となる。
ガゼル
元ジェスタ国の将。フィッツラルドについた。本名はレンフィールド。
ルウェウス
ジェスタ国の第二王子。

### 謀王
サンゼス
アル・クオス国王妃。ヘイグルの母。最後はヘイグルに殺害される。
ヘイグル
アル・クオスの第一王子。母思い。女を絞め殺す性癖を持つ。
アシュール
アル・クオスの第二王子。サンゼスに毒殺される。平和主義者ながら、父王の死後、兄に宣戦布告した。
カダリ
ローデン国の痩せた中年貴族。死体の解剖が好き。
ライオット

## 既刊一覧
- 騙王 （メディアワークス文庫、2011年07月、ISBN 978-4-04-870560-8）
- 謀王 （メディアワークス文庫、2013年04月、ISBN 978-4-04-891534-2）

## その他
- 『謀王　―王子、自称脚本家と語る―』というウェブ書き下ろしサイドストーリーが、2013年4月からメディアワークス文庫公式サイトに掲載されている[3]。